# Xã Peacock, Michigan
Xã Peacock (tiếng Anh: Peacock Township) là một xã thuộc quận Lake, tiểu bang Michigan, Hoa Kỳ. Năm 2010, dân số của xã này là 492 người.